# Мартовська сільська рада
Ма́ртовська сільська рада (рос. Мартовский сельский совет) — сільське поселення у складі Хабарського району Алтайського краю Росії.
Адміністративний центр — село Мартовка.

## Населення
Населення — 1153 особи (2019; 1330 в 2010, 1762 у 2002).

## Склад
До складу сільської ради входять:
| Населений пункт   | Населення, осіб (2002) | Населення, осіб (2010) |
| ----------------- | ---------------------- | ---------------------- |
| Березовка, селище | 77                     | 41                     |
| Восход, селище    | 106                    | 81                     |
| Мартовка, село    | 1221                   | 921                    |
| Розсвіт, селище   | 358                    | 287                    |